# Automeris illustris
Automeris illustris là một loài bướm đêm thuộc họ Saturniidae. Nó được tìm thấy ở Nam Mỹ, bao gồm Paraguay, Brasil và Argentina.
Ấu trùng ăn nhiều loại cây, 50 cây thuộc 28 họ (bao gồm Fabaceae, Rutaceae, Meliaceae và Myrtaceae).